# Dean Stockwell

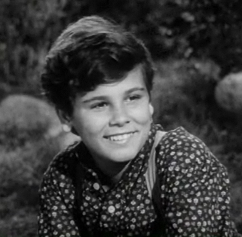
Dean Stockwell i trailern till Pionjärer (1950).

Robert Dean Stockwell, född 5 mars 1936 i stadsdelen North Hollywood i Los Angeles, död 7 november 2021 i Whangārei på Nya Zeeland, var en amerikansk skådespelare.

## Biografi
Stockwell kom från en familj av skådespelare. Han var son till Harry Stockwell och bror till Guy Stockwell. Han började sin karriär som barnskådespelare på 1940-talet, vid sju års ålder redan uppträtt på Broadway i komedin Innocent Voyage och upptäcktes där av en talangscout från Metro-Goldwyn-Mayer (MGM).
Han har haft en stjärna på Hollywood Walk of Fame sedan 1992.
Stockwell pensionerade sig från skådespeleriet under 2015.

## Filmografi i urval
- 1945 – Abbott och Costello i Hollywood (okrediterad)
- 1945 – Domens dal
- 1945 – Säg det med sång
- 1946 – De gröna åren
- 1947 – Melodin som gäckade skuggan
- 1947 – Tyst överenskommelse
- 1948 – Pojken med gröna håret
- 1949 – Den stängda trädgården
- 1949 – Äventyrens skepp
- 1950 – Kim
- 1950 – Pionjärer
- 1957–1961 – Vägen västerut (TV-serie) (Wagon Train, fyra avsnitt)
- 1959 – Brottslig drift
- 1960 – Söner och älskare
- 1962 – Lång dags färd mot natt
- 1968 – Helvetesgänget
- 1970 – Ondskans riter
- 1971 – The Last Movie
- 1982 – En sekund före noll
- 1984 – Dune
- 1984 – Paris, Texas
- 1985 – Once Bitten (okrediterad)
- 1985 – The Legend of Billie Jean
- 1985 – Änglarnas stad - Los Angeles
- 1986 – Blue Velvet
- 1987 – Det sista slagfältet
- 1987 – Snuten i Hollywood II
- 1988 – Gift med maffian
- 1988 – Tucker – en man och hans dröm
- 1989–1993 – Quantum Leap (TV-serie) (huvudroll, 97 avsnitt)
- 1990 – Backtrack - I skottlinjen
- 1990–1992 – Captain Planet and the Planeteers (TV-serie) (10 avsnitt) (röst)
- 1992 – Spelaren
- 1994 – Chasers
- 1996 – Mr. Wrong
- 1996 – Naked Souls
- 1997 – Air Force One
- 1997 – McHale's Navy
- 1997 – Regnmakaren
- 1999 – En helvetisk helg
- 2000 – They Nest (TV-film)
- 2001 – Buffalo Soldiers
- 2001 – CQ
- 2002–2004 – På heder och samvete (TV-serie) (11 avsnitt)
- 2004 – The Manchurian Candidate
- 2006–2009 – Battlestar Galactica (TV-serie) (14 avsnitt)
- 2013 – C.O.G.
- 2014 – Deep in the Darkness
- 2014 – Persecuted
- 2015 – Entertainment

## Priser och nomineringar
- Oscarsnomierad 1989 för sin roll i Gift med maffian
- Utsedd till bästa manliga skådespelare vid filmfestivalen i Cannes 1959 och 1962
- Emmynominerad 1990, 1991, 1992 och 1993
- Nominerad till Golden Globe Award 1991, 1992 och 1993 samt vinnare av priset 1990 och ett specialpris 1948
- 1988 vinnare av NYFCC Award
- 1989 vinnare av KCFCC Award och NSFC Award
- 1991 vinnare av Q Award